# Анд Олексій Дмитрович
Олексій Дмитрович Анд (справжнє прізвище — Андреєв; нар. 9 січня 1962, Київ)  — український художник-живописець, графік, фотограф, представник фантастичного реалізму (або ж магічного, спорідненого до сюрреалізму); член Спілки художників України з 1994 року. За оцінкою експертів, входить до двадцятки кращих художників України.

## Життєпис
Народився 9 січня 1962 році в місті Києві. У 1980 році закінчив 
Республіканську Художню середню школу; у 1988 році — факультет живопису Київськогой художнього інституту, де навчався зокрема у Вілена Чеканюка, Миколи Стороженка, Олексій Кожеков.
У 1988—1992 роках працював художником Київського комбінату монументально-декоративного мистецтва. Водночас співпрацював з видавництвом «Мистецтво» та журналом «Соняшник».
Живе в Києві, в будинку на вулиці Кудряшова, № 7б, квартира 196.

## Творчість
Працює в галузі живопису та графіки. Серед робіт:
- «Давня Русь» (1990, полотно, олія, енкаустика);
- «Фатальність» (1991, полотно, енкаустика);
- «Логіка ілюзій» (1993, полотно, олія);
- «Старий блазень» (1994);
- «Homo! Sapiens?» (1997, полотно, олія);
- «Хоронитель символів» (1998);
- «Пульсація» (1999);
- «У пошуках взаємозв'язку» (2001).

|             |                         |                     |
| Фатальність | У пошуках взаємозв'язку | Хоронитель символів |

Художник своєрідно розвинув творче спрямування фантастичний реалізм (або ж магічний, для яких характерне поєднання фігуративного письма і такої оптично-живописної зміни зовнішнього вигляду об'єктів, яка проявляє їх внутрішні сутності, нерідко містичного порядку. Художник поєднав набутки реалістичної школи з елементами сюрреалізму. Автор називає свій метод «асоціативним символізмом». Тематично картини Анда відтворюють віддалені в часі, міфічні сюжети й сучасні теми, образний світ України-Русі (з використанням іконописної атрибутики) і портрети видатних осіб, серед яких Сальвадор Далі, Сергій Параджанов, Микола Амосов. Як фотограф Анд створив зібрання портретних типажів і психотипів осіб різного віку, статі й рас.
Роботи зберігаються в колекціях київського Національного резервного банку, Благодійного фонду «Український ренесанс», в галереях та приватних колекціях Києва, Москви, Санкт-Петербурга, Парижа, Тулузи, Женеви, Базеля, Мюнхена, Берліна, Нюрнберга, Бонна, Відня, Нью-Йорка, Чикаго, Мадрида, Істада, Лондона, Болоньї.

## Виставки
Від 1988 брав участь у всеукраїнських та міжнародних виставках. Зокрема:
- 1988 «Всесоюзна виставка на здобуття золотої медалі Академії мистецтв СРСР», Академія мистецтв СРСР, Ленінград, Росія;
- 1988 Всеукраїнська виставка образотворчого мистецтва, Київ;
- 1989 «Всесоюзна виставка молодих художників», Мінськ, Білорусь;
- 1989 Всеукраїнська виставка образотворчого мистецтва, Київ;
- 1990, 1991 «Сучасне українське образотворче мистецтво», Чикаго, США;
- 1990 Всеукраїнська виставка образотворчого мистецтва, Київ;
- 1991 Міжнародне Бієнале образотворчого мистецтва «Відродження», Львів;
- 1991, 1993 Міжнародне Бієнале образотворчого мистецтва «IMPREZA-1», Івано-Франківськ, (каталоги);
- 1992, 1993, 1994, 1995 «Сучасне українське образотворче мистецтво», Нью-Йорк, Чикаго, США;
- 1993 «Сучасне мистецтво України», Мюнхен, Нюрнберг, Німеччина;
- 1993 «SAMFO-ART» Київ. (Буклет);
- 1993 Всеукраїнська виставка образотворчого мистецтва, Київ;
- 1994 Міжнародний Арт-ярмарок, Київ, (каталог);
- 1994 Всеукраїнська виставка образотворчого мистецтва, Київ;
- 1995 «Образотворче мистецтво України» в представництві ООН в Україні, Київ;
- 1995 Міжнародне Бієнале образотворчого мистецтва «PAN UKRAINE», Дніпропетровськ (каталог);
- 1996 «Сучасне українське образотворче мистецтво», Чикаго, США;
- 1996 Авторський проект «Занурення в несвідоме». Національний історико-культурний заповідник «Києво-Печерська Лавра», Галерея «НЕФ» Київ;
- 1996 Міжнародний Арт-Фестиваль, Київ, (каталог);
- 1997 Всеукраїнська виставка образотворчого мистецтва, Київ;
- 1998 Міжнародний Арт-Фестиваль, Київ, (каталог);
- 1998 Всеукраїнське трієнале «Живопис-98», Київ, (каталог);
- 1998 Персональна виставка. Національна філармонія України, Київ.
- 1998 Міжнародний Арт-Фестиваль, Національний палац мистецтв «Український Дім», Київ, (каталог);
- 2000 Національний мега-проект «Мистецтво України XX століття», Національний палац мистецтв «Український Дім», Київ, (каталог);
- 2000 Всеукраїнська виставка образотворчого мистецтва, Київ;
- 2000 Міжнародний Арт-Фестиваль, Національний палац мистецтв «Український Дім», Київ, (каталог);
- 2001 Міжнародний Московський салон, Центральний Будинок Художника, Москва, Росія, (каталог);
- 2002, 2003, 2004 Персональна виставка. Національний історико-культурний заповідник, «Києво-Печерська Лавра», Галерея «НЕФ», Київ;
- 2003—2004 Спільний проект «асоціативний символізм» Олексій Анд (живопис), Олексій Владимиров (скульптура). Національний палац мистецтв «Український Дім», Київ;
- 2005—2006 Всеукраїнський мегапроект «Світ левкасу» (The World of Levkas), Киев, Одеса, Чернівці, Івано-Франківськ, Львів, Україна; Паланга, Литва, (альбом, 3 томи);
- 2006, 2009 «Україна від трипілля до сьогодення в образах сучасних художників» Всеукраїнська виставка.

Наприкінці 1990-х брав участь у виставковій діяльності творчого об'єднання і галереї «НЕФ», основна експозиція якої була розташована на території Києво-Печерської Лаври. Галерея представляла своїх художників (серед яких Олексій Анд, Олександр Костецький, Оксана Левчишина, Сергій Марус, Леонід Бернат, Юрій Нікітін, Павло Тараненко та інші) на багатьох міжнародних фестивалях.

## Документальні фільми
- «Анд та всі причетні», автор Валентина Давиденко (1996);
- «Олексій Анд», автор В. Давиденко (1997);
- Программа «Дзеркало», режисер М. Зозуля, Н. Баринова (2004);
- «Український художник Олексій Анд», автор М. Лебедєв (2009);
- «Стара фреска», автор М. Лебедєв (2009);
- «Художник Олексій Анд», автор А. Видрін (2010, телеканал «Мистецька Рада»).

## Відзнаки
- Лауреат конкурса «Кращі художні твори року», Національний музей Тараса Шевченка (1994);
- Лідер першого аукціону сучасного українського живопису «L1», Національний художній музей України (1996);
- Лауреат IV Міжнародного Арт-фестиваля «Національний Арт-рейтинг», Київ, каталог (1999);
- Лауреат V Міжнародного Арт-фестиваля «Національний Арт-рейтинг», Київ, каталог, компакт-диск (2000).